# La Consulta
La Consulta ist eine Ortschaft in der argentinischen Provinz Mendoza und hat etwa 7354 Einwohner. Zusammen mit Eugenio Bustos und Villa San Carlos ist sie der landwirtschaftliche Motor der Region.